# رود روووما
روووما (به انگلیسی: Ruvuma) رودی است به اقیانوس هند می‌ریزد. این رود از کشورهای موزامبیک و تانزانیا می‌گذرد.

## نگارخانه

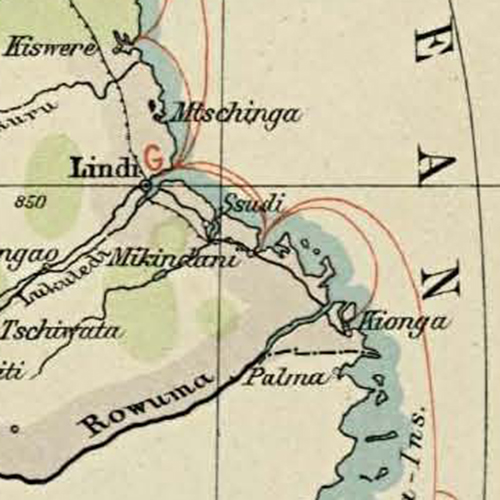